# Orgovány
Orgovány är en ort i Ungern.   Den ligger i provinsen Bács-Kiskun, i den centrala delen av landet, 90 km söder om huvudstaden Budapest. Orgovány ligger 107 meter över havet och antalet invånare är 3 472.
Terrängen runt Orgovány är mycket platt. Runt Orgovány är det ganska glesbefolkat, med 24 invånare per kvadratkilometer. Närmaste större samhälle är Izsák, 11,0 km nordväst om Orgovány. Trakten runt Orgovány består till största delen av jordbruksmark.